# Impasse Saint-Ouen
L'impasse Saint-Ouen est une voie située dans le quartier des Épinettes du 17e arrondissement de Paris.

## Situation et accès
L'impasse Saint-Ouen est desservie par la ligne 13 à la station Guy Môquet.

## Origine du nom
Cette voie tient son nom en raison de sa proximité avec l'avenue de Saint-Ouen.

## Historique
Cette impasse en forme de T est ouverte sous sa dénomination actuelle en 1884. En 1900, l'impasse est prolongée jusqu'à la rue Maria-Deraismes et en 1905 sa partie nord devient la rue Petiet.